# 苦竹駅
苦竹駅（にがたけえき）は、宮城県仙台市宮城野区苦竹1丁目にある、東日本旅客鉄道（JR東日本）仙石線の駅である。

## 歴史
苦竹駅は太平洋戦争中に宮城電気鉄道の駅として開業した。苦竹駅が開業する以前には、苦竹から北東の新田地区に新田駅があった。苦竹地区に軍需工場である東京第一陸軍造兵廠仙台製造所があったことから、ここに勤める工員の輸送を目的として、新田駅が1943年（昭和18年）に造兵廠前へ移転し、駅名が苦竹駅へと変わったのである。
仙石線あおば通駅 - 陸前原ノ町駅間の地下化工事に伴い陸前原ノ町電車区が福田町へ宮城野電車区（現在の仙台車両センター宮城野派出所）として移転したため、陸前原ノ町発着だった出入庫列車が当駅発着に変更された（苦竹 - 宮城野信号場間回送）が、2004年（平成16年）3月の改正で区間列車の発着駅は新設の小鶴新田駅に変更された。

### 年表
- 1943年（昭和18年）2月8日[注 1]：宮城電気鉄道の駅として開業[3]。
- 1944年（昭和19年）5月1日：宮城電気鉄道国有化により[3]、運輸通信省の駅となる。
- 1966年（昭和41年）1月20日：高架化[6]。
- 1970年（昭和45年）9月1日：自動券売機を設置[新聞 1]。
- 1975年（昭和50年）：出札合理化により、出札窓口を閉鎖。近距離乗車券のみ券売機での発売となる（回数券、定期券、長距離乗車券は仙台駅乗継出札口で集約発売）。
- 1987年（昭和62年）4月1日：国鉄分割民営化により、JR東日本の駅となる[3]。
- 1993年（平成5年）ごろ：1991年の陸前原ノ町電車区の移転、宮城野電車区開設に伴い、出入庫列車が苦竹駅発着に変更。
- 2003年（平成15年）
  - 8月10日：駅舎リニューアル工事が完了[7]。自動改札機を導入[新聞 2]。
  - 10月26日：ICカード「Suica」の利用が可能となる[報道 1]。
- 2004年（平成16年）3月13日：小鶴新田駅の開業に伴い、出入庫列車の発着駅が変更され苦竹駅発着の列車が消滅。
- 2005年（平成17年）3月：発車ベルを導入。
- 2006年（平成18年）12月：ホームへのエレベーターを設置。
- 2010年（平成22年）4月1日：直営駅（陸前原ノ町駅所属苦竹在勤）から業務委託駅（東北総合サービス）となる。
- 2024年（令和6年）10月1日：えきねっとQチケのサービスを開始[1][報道 2]。

## 駅構造
相対式ホーム2面2線を有する高架駅である。ホームには勾配と急なカーブがあり、停車した列車との間に大きな隙間と段差ができる。駅の接近放送や、到着時の車内放送で注意が促されている。当駅は他の仙石線の駅と比較するとホームの全長が長いが、これはかつて17メートル級車両による5両編成での運転が行われていた時代に高架化が行われた名残である。
南西から北東に長い駅は、ほぼ東西方向に走る国道45号と斜めに交差する。高架ホームの東側が、苦竹架道橋となって道路の上にかかる。駅の入口は高架下に開き、国道45号に面する。
2003年（平成15年）8月に、自動改札機の導入と同時に駅舎のリニューアル工事が完了した。それまでは、現在の改札通路部分に待合室やトイレ、駅事務室があり、現在の駅事務室や店舗スペースの部分が改札通路であった。また、2006年（平成18年）12月にはエレベーターが設置されバリアフリー化が図られた。
仙台統括センター管理の業務委託駅（JR東日本東北総合サービス委託）である。自動券売機と自動改札機（Suica、えきねっとQチケ対応）が設置されている。
JRの特定都区市内制度における「仙台市内」の駅である。

### のりば
| 番線 | 路線    | 方向 | 行先                       |
| ---- | ------- | ---- | -------------------------- |
| 1    | ■仙石線 | 下り | 本塩釜・松島海岸・石巻方面 |
| 2    | ■仙石線 | 上り | 仙台・あおば通方面         |

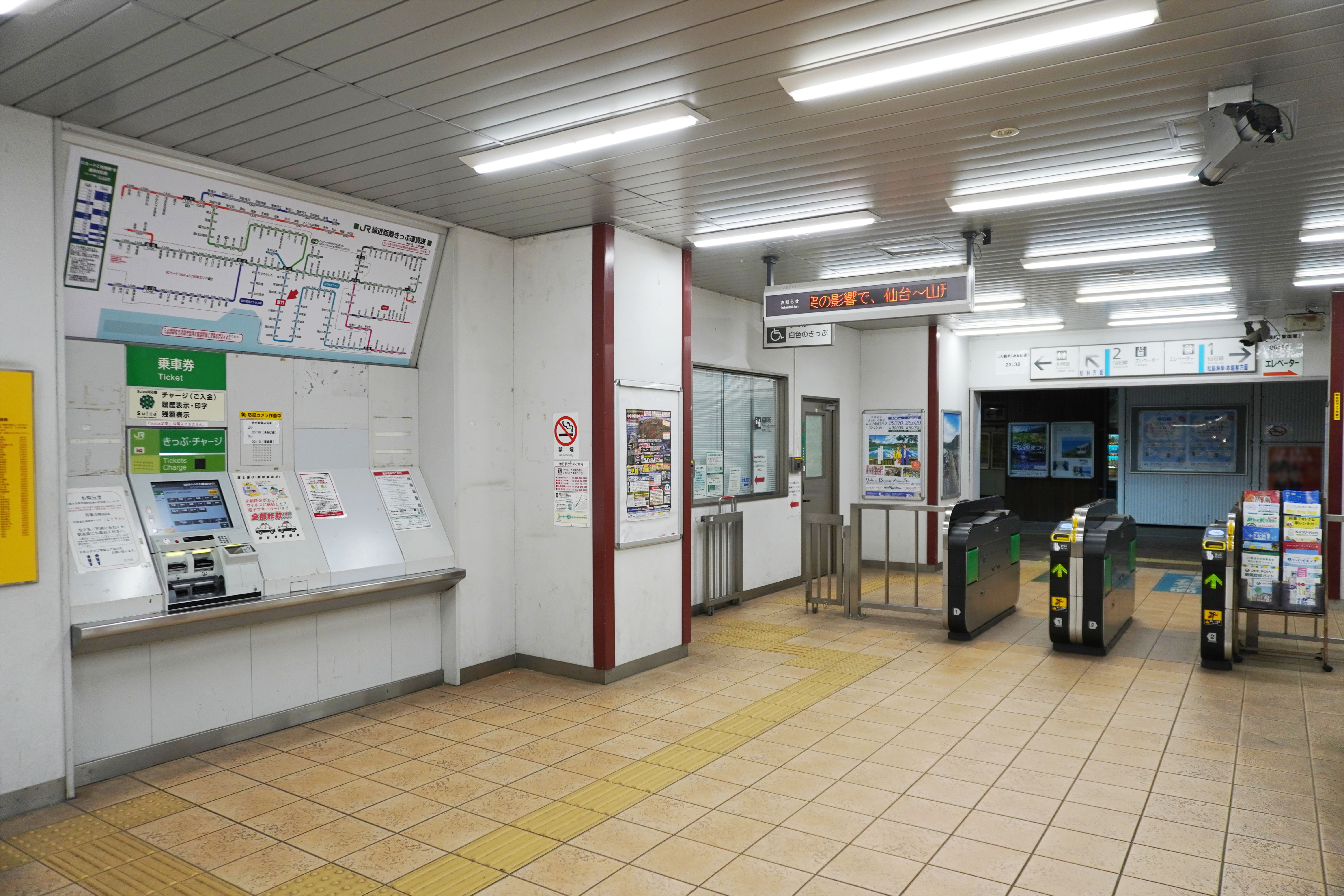
改札口（2023年8月）
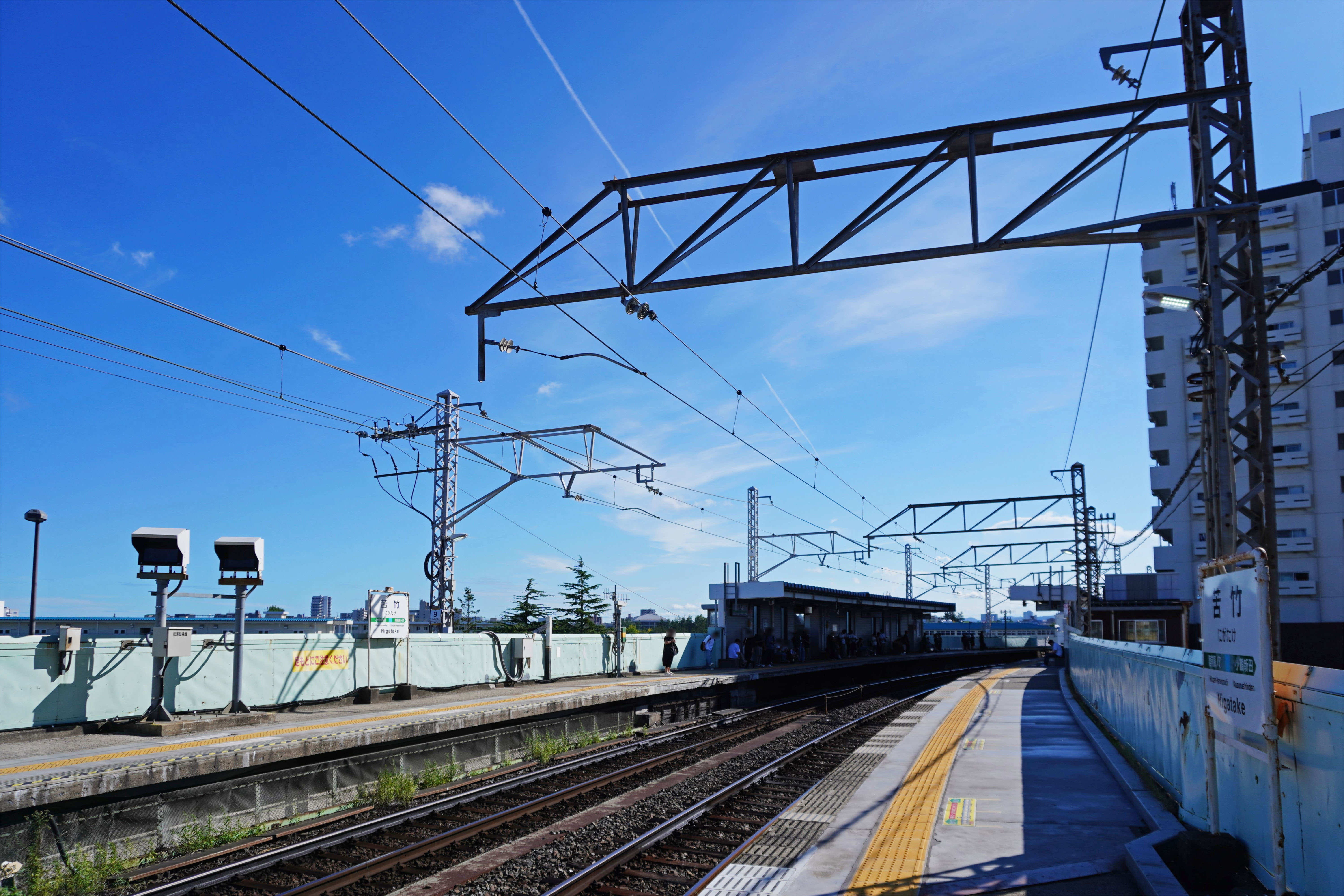
ホーム（2023年8月）

## 利用状況
JR東日本によると、2023年度（令和5年度）の1日平均乗車人員は2,835人である。
1999年度（平成11年度）の推移は以下のとおりである。
| 1日平均乗車人員推移 | 1日平均乗車人員推移 | 1日平均乗車人員推移 | 1日平均乗車人員推移 | 1日平均乗車人員推移 |
| 年度                | 定期外              | 定期                | 合計                | 出典                |
| ------------------- | ------------------- | ------------------- | ------------------- | ------------------- |
| 1999年（平成11年）  | 929                 | 1,540               | 2,469               | [ 市 1 ]            |
| 2000年（平成12年）  | 1,051               | 1,661               | 2,712               | [ J 2 ] [ 市 1 ]    |
| 2001年（平成13年）  | 1,061               | 1,694               | 2,755               | [ J 3 ] [ 市 1 ]    |
| 2002年（平成14年）  | 972                 | 1,583               | 2,555               | [ J 4 ] [ 市 2 ]    |
| 2003年（平成15年）  | 955                 | 1,648               | 2,603               | [ J 5 ] [ 市 2 ]    |
| 2004年（平成16年）  | 886                 | 1,556               | 2,442               | [ J 6 ] [ 市 2 ]    |
| 2005年（平成17年）  | 927                 | 1,575               | 2,502               | [ J 7 ] [ 市 2 ]    |
| 2006年（平成18年）  | 886                 | 1,528               | 2,414               | [ J 8 ] [ 市 2 ]    |
| 2007年（平成19年）  | 907                 | 1,500               | 2,407               | [ J 9 ] [ 市 3 ]    |
| 2008年（平成20年）  |                     |                     | 2,384               | [ J 10 ] [ 市 4 ]   |
| 2009年（平成21年）  |                     |                     | 2,420               | [ J 11 ] [ 市 4 ]   |
| 2010年（平成22年）  |                     |                     | 2,334               | [ J 12 ] [ 市 4 ]   |
| 2011年（平成23年）  | 非公表              | 非公表              | 非公表              | [ 市 4 ]            |
| 2012年（平成24年）  | 979                 | 1,479               | 2,458               | [ J 13 ] [ 市 4 ]   |
| 2013年（平成25年）  | 1,001               | 1,536               | 2,538               | [ J 14 ] [ 市 5 ]   |
| 2014年（平成26年）  | 1,024               | 1,597               | 2,621               | [ J 15 ] [ 市 5 ]   |
| 2015年（平成27年）  | 1,018               | 1,626               | 2,645               | [ J 16 ] [ 市 5 ]   |
| 2016年（平成28年）  | 1,049               | 1,684               | 2,734               | [ J 17 ] [ 市 5 ]   |
| 2017年（平成29年）  | 1,115               | 1,728               | 2,844               | [ J 18 ] [ 市 5 ]   |
| 2018年（平成30年）  | 1,096               | 1,830               | 2,926               | [ J 19 ] [ 市 6 ]   |
| 2019年（令和元年）  | 1,084               | 1,889               | 2,974               | [ J 20 ] [ 市 6 ]   |
| 2020年（令和02年）  | 730                 | 1,719               | 2,449               | [ J 21 ] [ 市 6 ]   |
| 2021年（令和03年）  | 796                 | 1,702               | 2,498               | [ J 22 ] [ 市 6 ]   |
| 2022年（令和04年）  | 941                 | 1,747               | 2,688               | [ J 23 ]            |
| 2023年（令和05年）  | 1,028               | 1,807               | 2,835               | [ J 1 ]             |

1日平均乗車人員（単位：人/日）

## 駅周辺
苦竹駅の南は、陸上自衛隊東北方面隊の仙台駐屯地で占められる。かつて駅の北側から梅田川にかけて飲食店や風俗店が軒を連ねた苦竹小路などの歓楽街があり、1990年代まではストリップティーズ劇場もあった。これらは仙台駐屯地がかつて進駐軍の苦竹キャンプ（キャンプシンメルフェニヒ）だった第二次世界大戦後の占領期に成立したと見られる。現在は、国道45号の拡幅工事に伴って店舗が次々閉鎖されて歓楽街的要素はほとんどなくなり、新たにパチンコ屋やゲームセンターなどの大型遊興施設に変化している。また、駅の東側は、国道4号仙台バイパスとの苦竹インターチェンジから国道45号沿いに西に広がってきた自動車販売関連の店舗が連なるようになった。
苦竹駅の西には陸前原ノ町駅、北には東北本線の東仙台駅があり、これら3駅は徒歩圏となっている。近年、マンション開発が進みつつある。
仙石線は、陸前原ノ町駅から苦竹駅までの区間を国道45号とほぼ並走する。この並走区間の国道45号はボトルネックとなっていて仙台市内でも渋滞が激しいことで有名である。過去に仙台市電原ノ町線が通っていた国道45号の陸前原ノ町駅前より西側は道幅が広かったが、それより東側は道幅が狭かった。この約1.2キロメートルのボトルネックの解消は「一般国道45号坂下拡幅」との名称で事業化されており、1965年（昭和40年）度に都市計画決定がなされ1972年（昭和47年）度に事業着手した。しかし、苦竹駅周辺の計画が反対に遭って1983年（昭和58年）に測量着手となり、苦竹駅周辺の約500メートルを除いて平成期に順次供用されてきた。2010年（平成22年）度における事業評価では、残る苦竹駅周辺が拡幅されて坂下拡幅が完成するのは2015年（平成27年）度と見込まれていたが、2012年（平成24年）12月に供用が開始された。
- 仙台東警察署
- 仙台東警察署苦竹交番
- 仙台苦竹郵便局
- 仙台 ゲストハウス梅鉢

## 隣の駅
東日本旅客鉄道（JR東日本）
■仙石線
陸前原ノ町駅 - 苦竹駅 - 小鶴新田駅

### 記事本文